# إستيري تيبانديكي
إستيري تيبانديكي (بالإنجليزية: Esteri Tebandeke) (مواليد 16 مايو 1984)، هي فنانة ومُمثلة أوغندية. كان أبرز دور سينمائي لها هُو تجسيدها لشخصية سارة كاتيندي في فيلم ملكة كاتوي سنة 2016.

## وصلات خارجية
- إستيري تيبانديكي على موقع IMDb (الإنجليزية)